# Ньюфелд, Гордон
Гордон Ньюфелд — доктор философии, канадский (Ванкувер) психолог-девелопменталист, автор книги «Не упускайте своих детей» (Hold on to Your Kids: Why Parents Need to Matter More Than Peers), написанной в соавторстве с врачом Габором Матэ. На данный момент книга переведена на 10 языков, в том числе на русский язык. Подход Ньюфелда (его концепция развития на основе привязанности) основан на теории привязанности Джона Боулби. Ньюфелд расширил теорию привязанности, включив в нее шесть уровней привязанности, а также понятие поляризации привязанности, которое объясняет и застенчивость, и защитное отчуждение. Его модель привязанности универсальна: её можно применять как ко взрослым, так и к детям, как дома, так и в учебном заведении.
Кроме того, Ньюфелд является основателем Института Ньюфелда Архивная копия от 1 августа 2015 на Wayback Machine (Neufeld Institute) в Ванкувере, Канада. Институт предлагает специалистам и родителям индивидуальные образовательные программы, а также презентации, семинары и курсы, в том числе видеокурсы. Преподавание ведётся на ряде языков, включая английский, французский, немецкий, испанский, иврит, шведский и русский.